# Sony Ericsson F305
Il Sony Ericsson F305 è un telefonino prodotto dalla Sony Ericsson annunciato nel giugno del 2008 e distribuito nel novembre dello stesso anno. Questo telefono è disponibile in due diverse varianti di colore: il nero ed il bianco.

## Caratteristiche
- Dimensioni: 96 x 47 x 14.6 mm
- Massa: 97,5 g
- Fotocamera: 2 megapixel con possibilità di registrazione video
- Memoria interna: 10 MB
- Risoluzione Display: 176 x 220 pixel a 256.000 colori
- Bluetooth v2.0
- Durata batteria in chiamata: più di 8 ore
- Durata batteria in stanby: più di 400 ore (16 giorni)